# David Gates
David Gates (Tulsa, 11 december 1940) is een Amerikaans singer-songwriter, het meest bekend als leider van de softrockgroep Bread

## Biografie

### Voor Bread
David Gates is de zoon van een bandleider en pianoleraar en was vanaf zijn geboorte omringd met muziek. Ten tijde van zijn studie aan Will Rogers High School in Tulsa was hij al een bedreven pianist en (bas-)gitarist. Hij was toen ook al betrokken bij diverse bandjes uit de omgeving. In 1957 begeleidde zijn highschoolband Chuck Berry gedurende een concert.
Gates’ eerste (plaatselijke hit) kwam vlak daarna: Jo-Baby; opgedragen aan zijn toenmalige vriendin en latere vrouw (getrouwd tijdens zijn studie aan de Universiteit van Oklahoma). In 1961 verhuist de familie Gates naar Los Angeles, waar Gates’ carrière een wending neemt naar het schrijven van liedjes, produceren, werk als muziekkopiist, studiomuzikant voor onder meer Pat Boone. Zijn liedje Popsicles and Icicles wordt opgenomen door The Murmaids in 1963 en The Monkees nemen Saturday’s Child op. Eind jaren zestig van de 20e eeuw komt het erop neer dat hij met vele beroemdheden heeft gewerkt, waaronder Elvis Presley, Bobby Darin, Merle Haggard, Phil Spector en Brian Wilson. Gates produceert in 1965 Baby the Rain Must Fall van Glenn Yarbrough.  In 1967 is het dan zover; hij produceert een album van The Pleasure Fair met Robb Royer in de gelederen. Nog geen jaar later vormen Gates en Royer samen met Jimmy Griffin Bread; de groep krijgt een contract bij Elektra Records, waar ze tot 1976 albums voor zullen opnemen. Er breken succesvolle tijden aan.

### Bread-tijd
Zie daarvoor Bread.
 
Tijdens de rustpauze van Bread vanaf 1973 tot 1976, neemt Gates zijn eerste soloalbum op: First in 1973. De single "Clouds" komt tot plaats 47 in Billboard's Hot 100 lijst; een tweede single, "Sail Around The World", komt tot plaats 50; het album haalt plaats 107. Ook zijn tweede soloalbum uit 1975 (Never let her go) scoort redelijk in Amerika: plaats 102; de gelijknamige single plaats 29.

### Na Bread
In 1977 wordt Bread ontbonden. Gates heeft vlak daarna een behoorlijke hitsingle met Goodbye Girl uit een film met dezelfde naam. In de Verenigde Staten komt de single tot nummer 15 in de Billboard Hot 100. Naar aanleiding van dit succes wordt er een album uitgegeven met materiaal van zijn eerste twee soloalbums en nieuw werk. Daarvan volgt weer een nieuwe single Took the Last Train ; niet meer zo succesvol. Gates gaat dan met Botts en Knechtel (zijn Bread-makkers) op tournee onder de naam David Gates and Bread; Griffin blijkt echter ook rechthebbende te zijn van de naam Bread en een langslepende rechtszaak is het gevolg. In 1979 komt Gates met Falling in love again en in 1981 Take me now en neemt in 1982 nog een lied op met Melissa Manchester (Wish we were heroes) . Daarna wordt het stil rond Gates; hij leeft teruggetrokken op een veeteeltboerderij in Noord Californië. In 1994 komt weer een album van hem uit : Love is Always Seventeen.

### Weer Bread
Ondanks alle meningsverschillen komt er zowaar een reünietournee van Bread in 1996/1997. In 1998 werd hij opgenomen in de Oklahoma Music Hall of Fame. Er verschijnt daarna nog één album van Gates: The David Gates Songbook, met singles en nieuw materiaal in 2002.

## Discografie

### Albums
| Album met eventuele hitnotering(en) in de Nederlandse Album Top 100 | Datum van verschijnen | Datum van binnenkomst | Hoogste positie | Aantal weken | Opmerkingen               |
| ------------------------------------------------------------------- | --------------------- | --------------------- | --------------- | ------------ | ------------------------- |
| First                                                               | 1973                  | -                     |                 |              |                           |
| Never let her go                                                    | 1975                  | 22-02-1975            | 12              | 5            |                           |
| Falling in love again                                               | 1979                  | -                     |                 |              |                           |
| Take me now                                                         | 1981                  | -                     |                 |              |                           |
| The music of                                                        | 1981                  | 20-06-1981            | 15              | 13           | met Bread / Verzamelalbum |
| Love is always seventeen                                            | 1994                  | -                     |                 |              |                           |
| David Gates Songbook                                                | 2002                  | -                     |                 |              | Verzamelalbum             |
| Collected                                                           | 2012                  | 27-10-2012            | 31              | 1*           | met Bread / Verzamelalbum |

## Bron
- "David Gates" by Kim Summers, AllMusic, accessed January 26, 2007 .

- Biblioteca Nacional de España: XX1129426
- Bibliothèque nationale de France: cb14042495n (data)
- Gemeinsame Normdatei: 134865790
- International Standard Name Identifier: 0000 0001 0780 7833
- Library of Congress Control Number: n95119477
- Nationale Bibliotheek van Letland: 000100591
- MusicBrainz: d51a9033-a21a-4975-90a2-86078287cd4b
- Virtual International Authority File: 47027427
- WorldCat: E39PBJmtD366xXyDQPvWyQYByd